# Punta de la Tossa (la Granadella)
La Punta de la Tossa és una muntanya de 377 metres que es troba al municipi de la Granadella, a la comarca catalana de les Garrigues.